# مستر أولمبيا 1968
بطولة مستر أولمبيا 1968 هي النسخة الرابعة من بطولة مستر أولمبيا للمحترفين بكمال الأجسام، أقيمت نهائياتها في 29 سبتمبر 1968، بمدينة نيويورك الأمريكية.

## نظرة عامة
فاز بالمنافسة هذا العام سيرجيو أوليفا. بعد أن اعتذر منافسوه عن المشاركة وهم هارولد بول، وديف درابر، وتشك سايبس، وأرنولد شوارزنيجر.

## النتائج الكاملة
| المركز | الاسم         | الدولة |
| ------ | ------------- | ------ |
| 1      | سيرجيو أوليفا | كوبا   |

 = يحمل لقب مستر أولمبيا من سنوات سابقة.